# Oengus

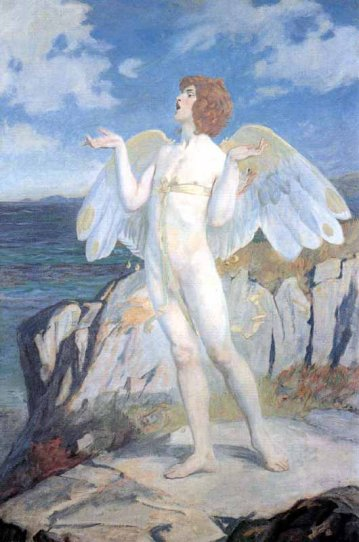
Áengus

În mitologia celtică, Óengus sau Áengus este fiul pe care l-a avut Dagda cu iubita lui, zeița Boand. Se povestește că pentru a ascunde nașterea ilegală a micului Oengus, Boand și Dagda opresc mersul soarelui pentru nouă luni. Astfel copilul este conceput și adus pe lume în aceeași zi. Uneori Oengus este echivalent cu Belenus sau cu Grannos sau este văzut ca un zeu al îndrăgostiților, sau al amanților pe care îi salvează din situații dificile în numeroase legende. El însuși este victima unei iubiri imposibile cu frumoasa Caer, care periodic trăiește sub chipul unei lebede. Pentru a trăi împreună cu logodnica sa, Oengus trebuie să ia înfățișarea acestei păsări. Întreaga poveste a acestei iubiri a început când, într-o zi, zeul a visat o fecioară și s-a îndrăgostit atât de tare de ea, încât s-a îmbolnăvit. Mama sa, Boand, a încercat timp de una an de zile să o găsească pe tânără, dar nu a reușit. Mai târziu, Dagda a încercat același lucru, timp de un an, dar nici de această dată problema nu este soluționată. În cele din urmă, Bov, regele Munster-ului o găsește pe fecioară după o căutare ce a durat, din nou, un an. Oengus a fost dus la Lacul Gurii Dragonului unde a văzut 150 de fete înlănțuite cu aur. A recunoscut-o pe tânăra Caer și a aflat că părinții ei sunt Ethal și Anubal. A mai aflat că la 1 noiembrie ea și celelalte fecioare se transformă în lebede, iar paznicul ce le ținea pe fete înlănțuite l-a lăsat să o ia pe Caer de soție cu condiția să o recunoască în timp ce se află sub înfățișarea unei lebede. În ziua de 1 noiembrie, Oengus s-a întors în acel loc, a recunoscut-o pe Caer și s-a preschimbat la rândul lui în lebădă. Cei doi au zburat împreună, cântând un cântec atât de frumos, încât oricine îi auzea adormea pentru trei zile și trei nopți. Tânăr și luminos, Oengus este și zeul soarelui. În legendele irlandeze, este descris ca fiind împodobit cu o mantie argintie cu dungi late de aur, asemenea unor raze. Cultul său este foarte răspândit în lumea celtică și se manifestă prin mari focuri ale bucuriei aprinse pe vârful colinelor, în general de 1 mai.